# سويت (فريق روك)

سويت (بالإنجليزية: The Sweet) فريق روك بريطاني صعد إلى الشهرة العالمية في السبعينيات. تألف من المغني الرئيسي بريان كونولي، وعازف جيتار الباس ستيف بريست، وعازف الجيتار آندي سكوت، وعازف الدرامز ميك تاكر.

## بداية الفريق وتطوره
تشكل الفريق في لندن عام 1968 وحققت أول أغنية لهم، «فاني فاني Funny Funny» نجاح باهر في عام 1971 بعد التعاون مع مؤلفي الأغاني «نيكي تشين ومايك تشابمان». شهد أسلوبهم الموسيقي تقدمًا ملحوظًا خلال عامي 1971 و 1972، من أسلوب مبهج يشبه أسلوب فريق الآرتشي في «فاني فاني»، إلى أسلوب موسيقى الهارد روك المتأثر بفريق «الهو Who» يكمله استخدام مذهل للغناء عالي النبرة.
حقق الفريق نجاحًا لأول مرة على قوائم المملكة المتحدة، مع ثلاثة عشر أغنية ظهرت على قوائم أفضل 20 أغنية خلال السبعينيات وحدها، مع أغنية «بلوك باستر Block Buster» عام 1973، تصدرت القائمة، تلتها ثلاث مرات متتالية في «مسبب الجحيمHell Raiser 1973»، «معركة قاعة الرقص» 1973، «توتر في سن المراهقة Teenage Rampage 1974».
تحول الفريق إلى أسلوب موسيقى الهارد روك مع أغنياته الفردية في منتصف حياته المهنية، مثل أغنية «اقلبها Turn It Down» عام 1974، كما صعدت أغنية «ثعلب على طريق الفرار Fox on the Run» عام 1975 إلى المركز الثاني على قائمة أفضل الأغاني البريطانية، وتصدرت هذه النتائج ألمانيا الغربية ودول أخرى في البر الرئيسي الأوروبي. كما حققوا نجاحًا وشعبية في الولايات المتحدة على قوائم أفضل عشرة أغاني بأغانيهم: «ويلي الصغير Little Willy»، و«معركة قاعة الرقص»، و«ثعلب على طريق الفرار»، و«الحب مثل الأكسجين Love is Like Oxygen».

## نهاية الفريق
كانت أغنية «الحب مثل الأكسجين» هي آخر نجاحات الفريق عالمياً في عام 1978. ترك كونولي الفريق في عام 1979 ليبدأ مسيرته المهنية المنفردة  واستمر الأعضاء الباقين كثلاثي حتى تم حل الفريق بصفة نهائية في عام 1981. لعب كل من سكوت وكونولي وكريست بنسخاتهم الخاصة من أغاني فريق «سويت» منذ منتصف الثمانينيات. توفي كونولي في عام 1997، وتكار في عام 2002، وتوفي بريست في عام 2020، ولا يزال آندي سكوت نشطًا بلعب نسخاته من أغاني الفريق. باع فريق سويت منذ ذلك الحين أكثر من 35 مليون ألبوم في جميع أنحاء العالم.

## أعضاء الفريق الأصليين
بريان كونولي: غناء رئيسي، وإيقاع (1968-1978؛ توفي عام 1997)
ستيف بريست: جيتار باس، ودعم غناء، وغناء رئيسي (1968-1981؛ توفي عام 2020).
ميك تاكر: طبول، وإيقاع، ودعم غناء، وغناء رئيسي (1968-1981؛ توفي 2002)
آندي سكوت: جيتارات، ولوحات مفاتيح (كيبورد)، والمُركِّبات، وغناء مساند، وغناء رئيسي (1970-1981)

## وصلات خارجية
https://geirmykl.wordpress.com/tag/mick-tucker/ سويت (فريق روك)
https://www.antimusic.com/news/12/February/ts10Remembering_Sweets_Brian_Connolly.shtml سويت (فريق روك)
https://www.sundaypost.com/fp/life-still-tastes-sweet-for-glam-rocker-andy-scott/ سويت (فريق روك)
https://www.theguardian.com/music/2020/jun/07/steve-priest-obituary سويت (فريق روك)